# Сегизбай (Абайская область)
Сегизбай (каз. Сегізбай) — село в Урджарском районе Абайской области Казахстана. Административный центр Салкынбельского сельского округа. Код КАТО — 636481100.

## Население
В 1999 году население села составляло 1679 человек (864 мужчины и 815 женщин). По данным переписи 2009 года, в селе проживало 1295 человек (639 мужчин и 656 женщин).